# Contea di Overton
La contea di Overton in inglese Overton County è una contea dello Stato del Tennessee, negli Stati Uniti. La popolazione al censimento del 2000 era di 20 118 abitanti. Il capoluogo di contea è Livingston.

## Contee confinanti
- Contea di Pickett (nord-est)
- Contea di Fentress (est)
- Contea di Putnam (sud)
- Contea di Jackson (ovest)
- Contea di Clay (nord-ovest)